# 愛知県道12号豊田一色線

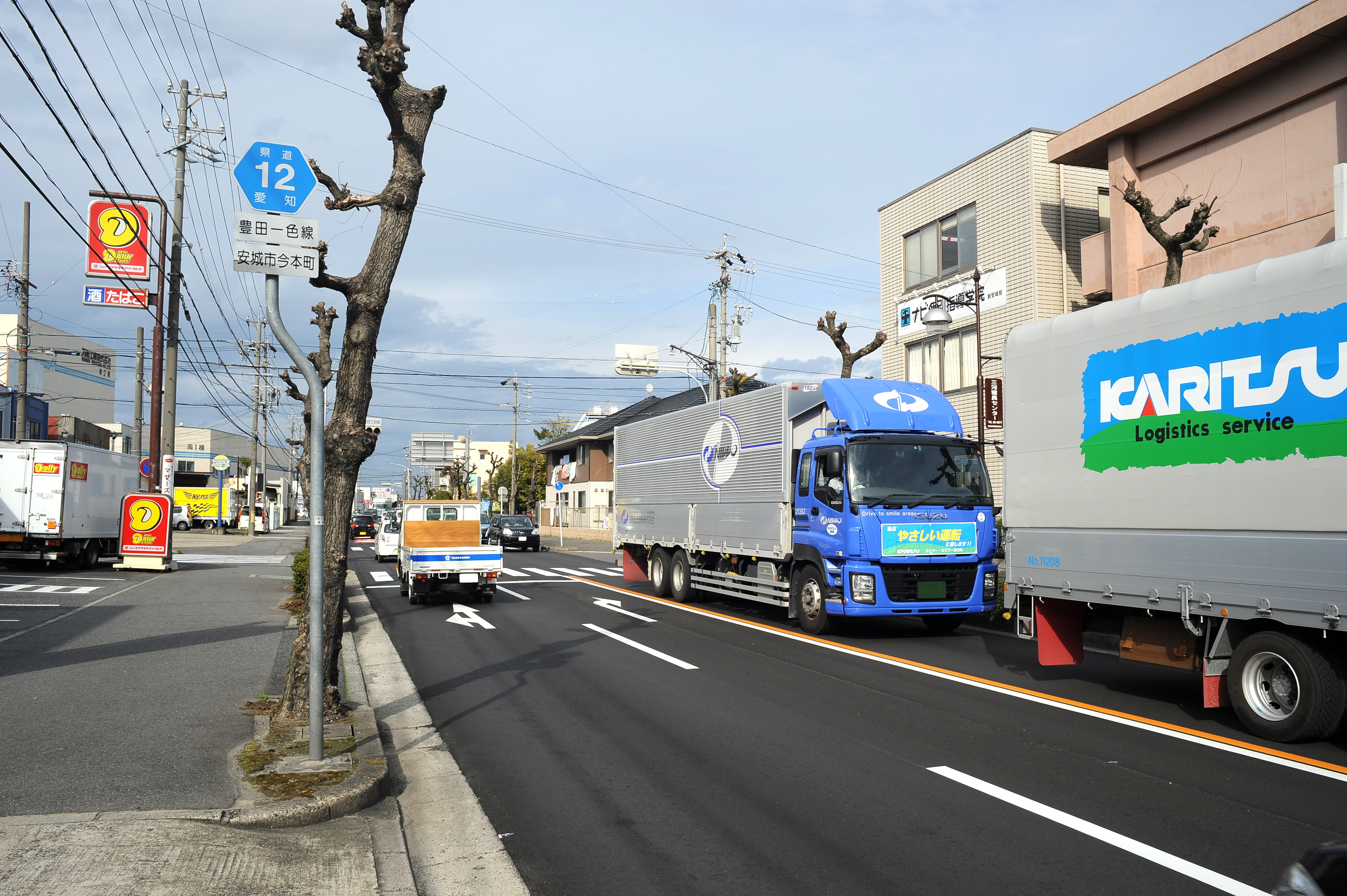
安城市今本町

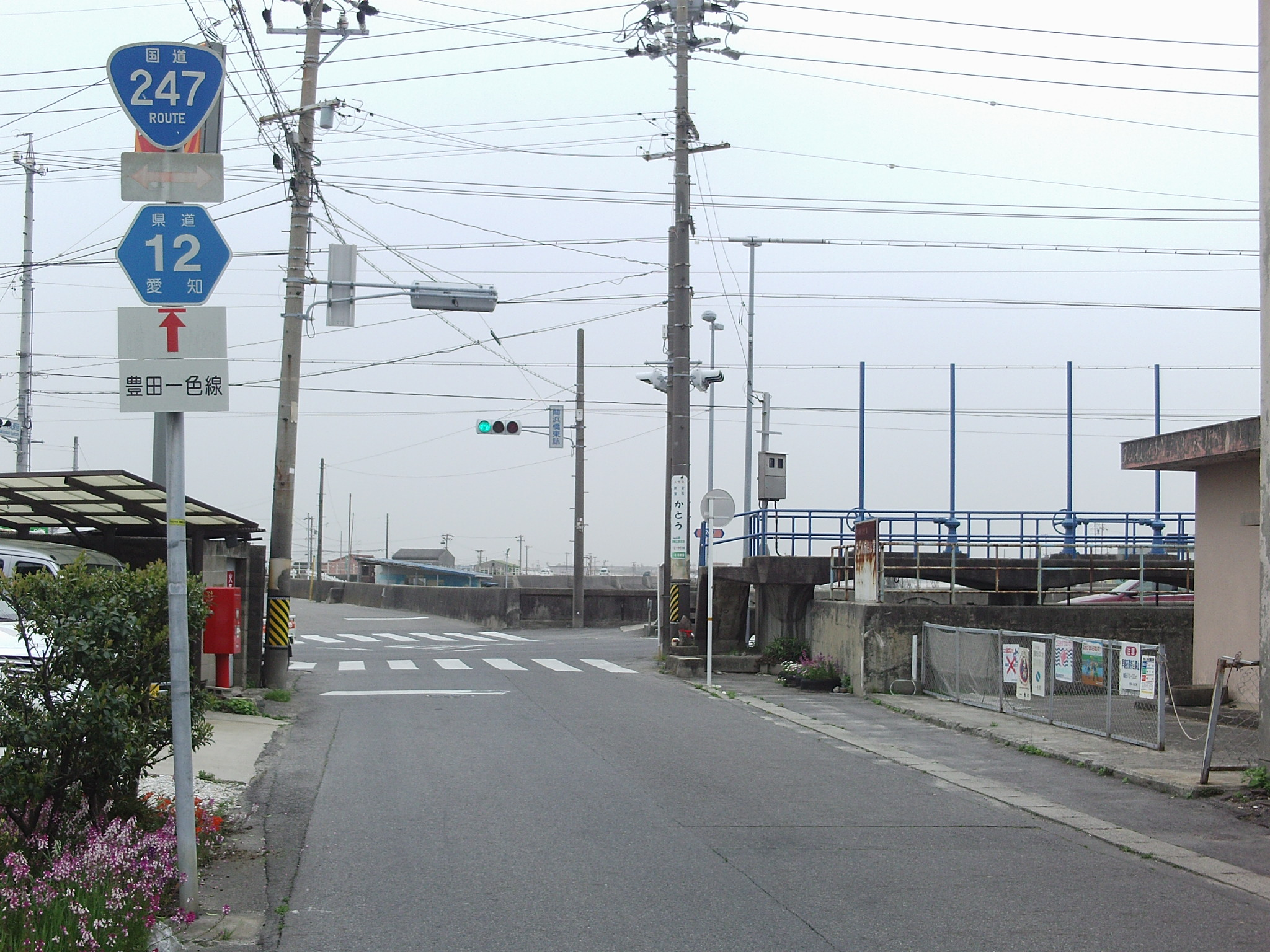
終点（西尾市一色町一色）

愛知県道12号豊田一色線（あいちけんどう12ごう とよたいっしきせん）は、愛知県豊田市を起点とし、安城市、西尾市の国道247号交点に至る主要地方道に指定された県道である。途中にJR三河安城駅や国道23号安城西尾インター、名鉄西尾線西尾駅などがある。

## 概要

### 路線データ
- 起点：豊田市大林町（愛知県道76号豊田安城線大林町8丁目交差点）
- 終点：西尾市一色町一色（国道247号間浜橋東交差点）
- 全長：約32 km

## 歴史
- 1994年（平成6年）4月1日 認定
  - 1983年（昭和58年）2月21日までは現・国道419号の一部と岐阜県道20号の一部が愛知県道12号・岐阜県道12号豊田瑞浪線だった。

## 路線状況

### 通称
- 西尾街道（知立市、刈谷市、安城市、西尾市）
- 一色中町通り（西尾市（旧一色町））
- 旧国道23号（刈谷市、知立市、安城市、西尾市）

### 重複区間
- 愛知県道56号名古屋岡崎線（豊田市若林東町棚田交差点 - 若林東町新屋敷交差点）
- 愛知県道48号岡崎刈谷線（安城市二本木町東切替交差点 - 箕輪町昭和交差点）
- 愛知県道47号岡崎半田線（安城市箕輪町昭和交差点 - 箕輪町北交差点）
- 愛知県道43号岡崎碧南線（西尾市道光寺南交差点 - 矢曽根町交差点）

## 地理

### 通過する自治体
- 愛知県
  - 豊田市 - 安城市 - 西尾市

### 交差する道路
- 愛知県道76号豊田安城線（上郷街道）・愛知県道488号三河豊田停車場大林線（大林町8丁目交差点）
- 愛知県道232号鴛鴨三好線（住吉町1丁目交差点）
- 愛知県道239号岡崎豊明線（若林東町棚田交差点）
- 愛知県道56号名古屋岡崎線（平針街道）（若林東町棚田交差点-若林東町新屋敷交差点で重複）
- 国道1号（今本町西交差点）
- 愛知県道285号安城八ツ田知立線（篠目町竜田交差点）
- 愛知県道298号安城知立線（西尾街道）（三河安城駅北交差点、三河安城南町交差点）
- 愛知県道48号岡崎刈谷線（二本木町東切替交差点 - 箕輪町昭和交差点で重複）
- 愛知県道296号小垣江安城線（三河安城南町交差点、箕輪町北交差点）
- 愛知県道47号岡崎半田線（箕輪町昭和交差点 - 箕輪町北交差点で重複）
- 愛知県道295号道場山安城線（小矢場交差点）
- 愛知県道45号安城碧南線（赤松町交差点）
- 愛知県道292号幸田石井線（石井町交差点）
- 国道23号（知立バイパス）（安城西尾IC）
- 愛知県道299号南中根小垣江線（南中根町北交差点）
- 愛知県道44号岡崎西尾線（岡崎街道）・愛知県道46号西尾知多線・愛知県道291号米津碧南線（米津橋北交差点）
- 愛知県道308号米津平坂線（新渡場交差点）
- 愛知県道319号西尾環状線（緑町5丁目交差点）
- 愛知県道43号岡崎碧南線（道光寺南交差点 - 矢曽根町交差点で重複）
- 愛知県道310号花蔵寺花ノ木線（花ノ木3丁目交差点）
- 愛知県道383号蒲郡碧南線（花ノ木町4丁目交差点 - 菱池町池畔交差点で重複）
- 愛知県道317号西尾幡豆線・愛知県道318号宮迫今川線（矢曽根町交差点）
- 愛知県道41号西尾幸田線（熱池町交差点）
- 愛知県道312号荻原巨海線（西尾市市子町・八ヶ尻町地内）
- 愛知県道313号荻原一色線（一色下乾地交差点）
- 国道247号（間浜橋東交差点）

### 沿線
豊田市
- 豊田市立若林東小学校
- 愛知県立豊田南高等学校
- トヨタ車体吉原工場

安城市
- デンソー安城製作所
- JR東海三河安城駅
- ピアゴ福釜店
- 安城産業文化公園デンパーク

西尾市
- アイシン西尾ダイカスト工場
- 名鉄西尾線 米津駅・桜町前駅・西尾口駅・西尾駅・福地駅
- 西尾市立福地南部小学校
- 西尾市立福地中学校